# Полезные ископаемые Израиля

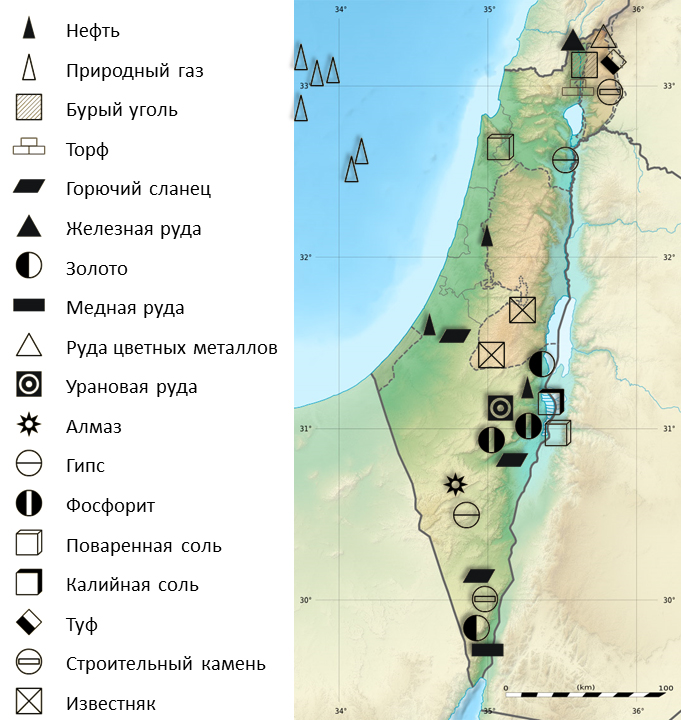
Карта месторождений полезных ископаемых Израиля. 2013 год.

Полезные ископаемые Израиля — минеральные ресурсы, добываемые в Израиле, и найденные перспективные залежи месторождений. Страна обладает значительными запасами углеводородного сырья: в средиземноморском прибрежном шельфе сосредоточены полости с природным газом, на суше обнаружены и разрабатываются линзы с нефтью, перспективные к добыче месторождения с большими запасами представлены горючими сланцами. Среди рудных ископаемых добывалась медь, найдены железная руда и перспективное к поиску и разведке золото. Из нерудных месторождений полезных ископаемых разрабатываются фосфаты, добываются различные соли из Мёртвого моря. Из геологических предпосылок открытия новых месторождений отмечается присутствие алмазов, а также минералов с содержанием урана.

## История
На территории Эрец-Исраэль ещё в древнейшие времена добывались и вывозились полезные ископаемые, например, медь, асфальт и сера. В XXI веке стоимость ежегодно добытой продукции горной промышленности Израиля оценивается в миллиарды долларов.
Согласно исследованиям проведённым во второй половине XX века, выяснено что Израиль — очень интересная страна с точки зрения тектонического строения, на её территории есть различные виды строительного и химического сырья, но ценных полезных ископаемых нет. Такова была основная доктрина, сложившаяся к концу XX века. В результате усиления потенциала израильской геологической науки и проведения исследований, осуществления поиска и разведки месторождений были обнаружены полезные ископаемые, причём самые различные.

## Геологическое строение

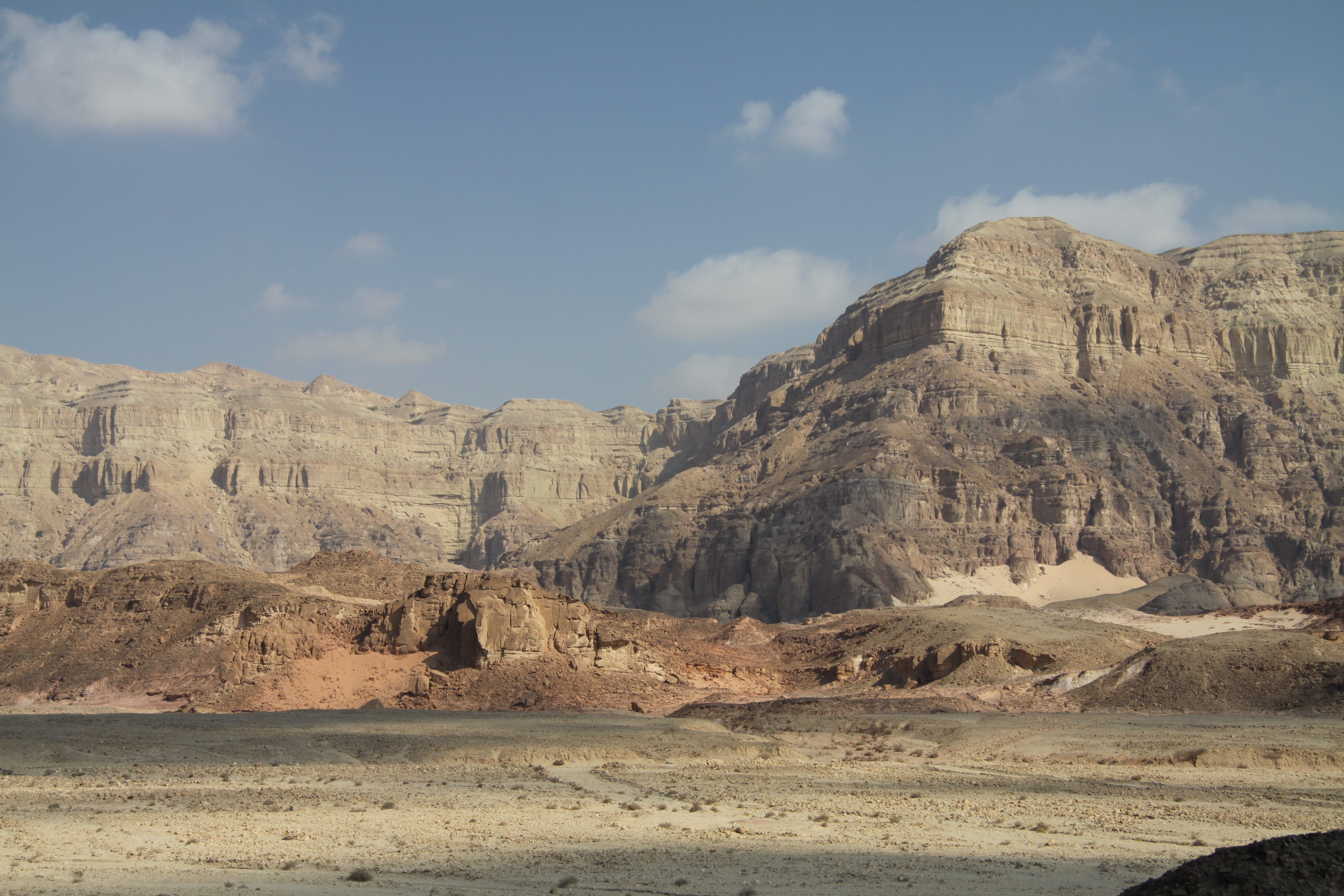
Геологический пейзаж в Парке Тимна. Южный Израиль

Израиль и прилегающие площади Средиземного моря (Левантийский бассейн) расположены на сопряжении Аравийской и Африканской плиты с Альпийской зоной коллизии; такие сопряжения мегаструктур обычно характеризуются активной геодинамикой и наличием разнообразных полезных ископаемых.
Израиль и прилегающий шельф расположены между трансформным разломом на северо-восточном продолжении рифта Красного моря — рифтом Мёртвого моря Dead Sea Fault (DSF) и Пелусийской зоной сдвига Pelusium Shear Zone (PShZ).
Несмотря на небольшую площадь (27 тыс. км²), геологическое строение Израиля неоднородно. Выходящие на поверхность массивы горных пород представлены от докембрийских гранитно-метаморфических и других пород фундамента (Аравийско-Нубийский массив) на юге до молодых базальтов на Голанских высотах на севере через позднепермско-мезозойскую и эоценовую «карбонатную платформу» в центре страны и кайнозойские терригенные отложения на побережье Средиземного моря. Такое разнообразие предопределяет возможность развития различных месторождений полезных ископаемых.

## Ископаемое топливо

### Нефть

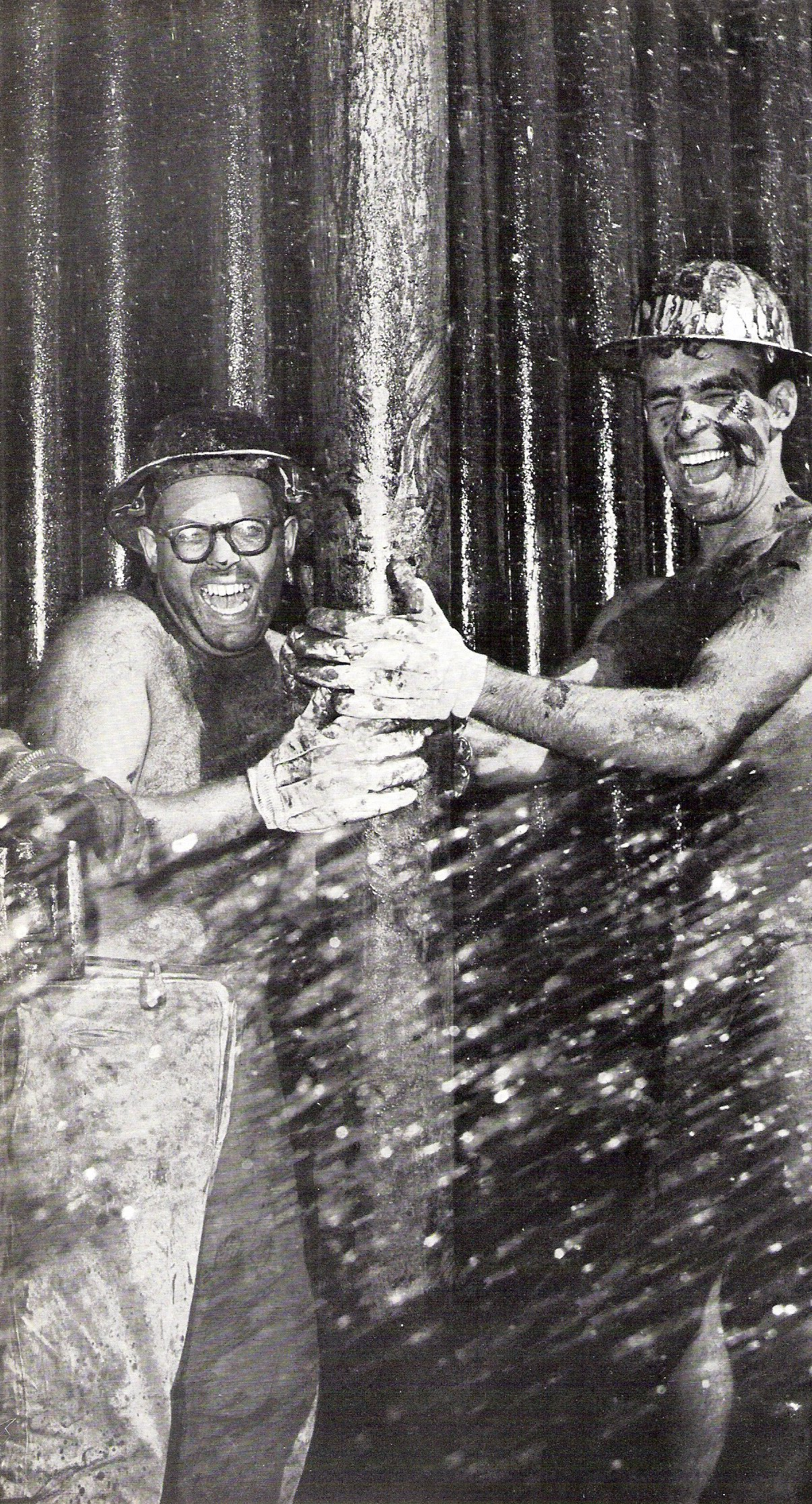
Первая нефть на месторождении Хелец. Фото Давида Рубингера начала 1955 года.

Перспективные ресурсы нефти Израиля оцениваются в 4,2 млрд баррелей (без учёта запасов сланцевой нефти). Только под газовым месторождением Левиафан, согласно прогнозам, в Средиземноморском шельфе может находиться до 1,5 млрд баррелей нефти. В прибрежном месторождении Пелагик может содержаться 1,4 млрд баррелей нефти. Запасы сланцевой нефти оцениваются в 250 млрд баррелей, что сопоставимо с разведанными запасами нефти в Саудовской Аравии.
Нефтяное месторождение Хелец юго-восточнее Ашкелона было вскрыто первой же скважиной, заданной в 1947 году и добурённой после Войны за независимость. Официальное окончание разведочных работ было в 1955 году. Добыча нефти началась в 1960 году. Доказанные запасы нефти на этом месторождении составляют около 94,4 млн баррелей.
Месторождение Зоар на западном побережье Мёртвого моря снабжает газом город Арад. Наряду с газом здесь отмечается наличие нефти.
Нефтяной потенциал израильского шельфа связан с более глубокими мезозойскими отложениями.
Israeli Oil Company эксплуатирует месторождение Цук-Тамрур вблизи юго-западного побережья Мёртвого моря. Дневная добыча составляет около 200 баррелей высококачественной нефти. Сообщения в 2010 году говорят о нахождении нового нефтяного резервуара с запасами 6,6 млн баррелей.

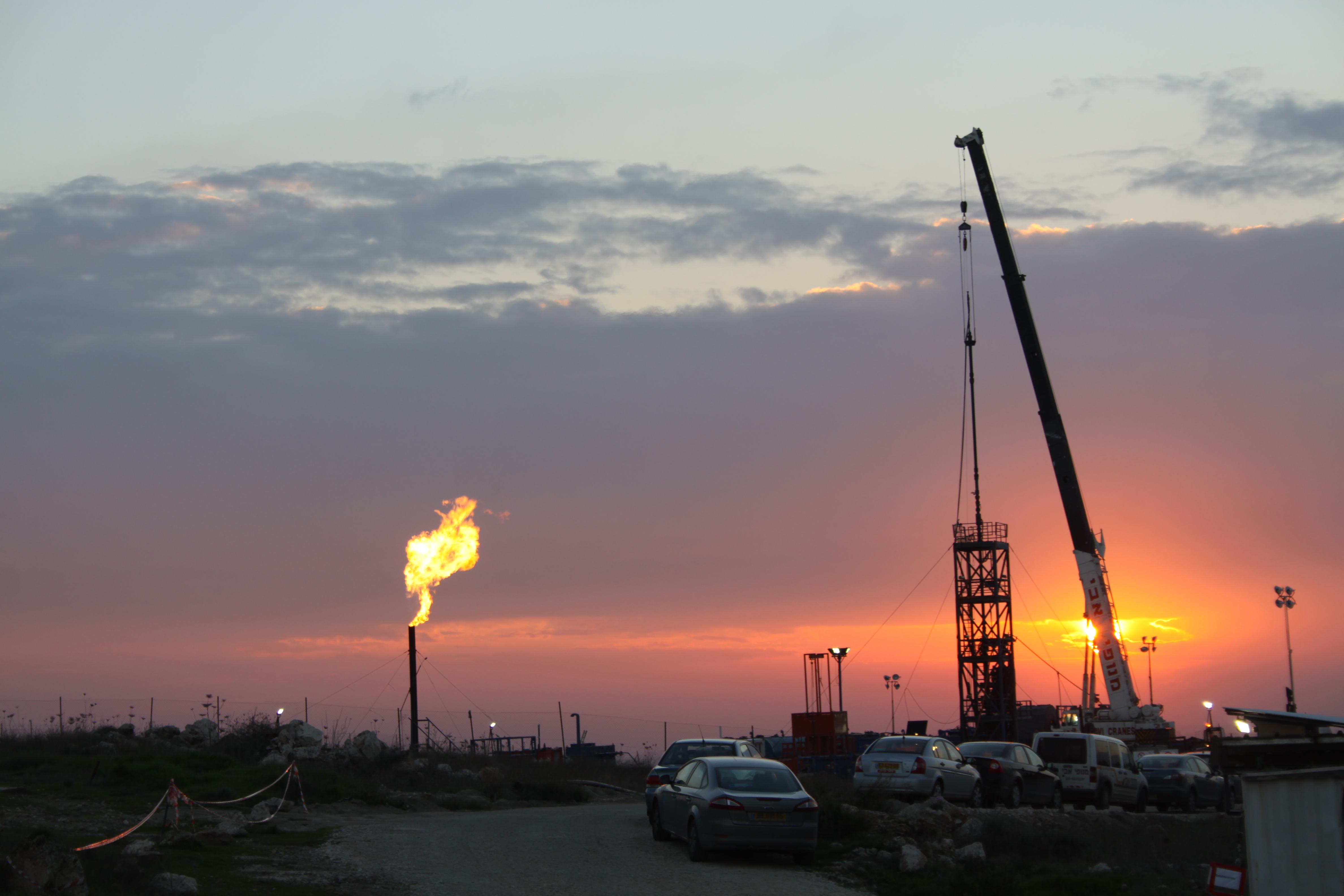
Месторождение Мегед. Февраль 2011 г.

Компания Гивот Олам Лтд разрабатывает месторождение Мегед на территории Рош-ха-Аина. В январе 2010 года в печати появились сообщения об открытии коммерческого месторождения на этой площади. Его доказанные запасы нефти составляют около 1525 млн баррелей.
С 2003 года компания Zion Oil & Gas проводит комплексные геолого-геофизические исследования на площади Маанит — Хар-Амир на севере Израиля. По результатам исследования Zion Oil & Gas сообщила в 2007 году, что химические, геологические и сейсмологические тесты скважины Маанит-Йосеф, проведённые на глубине в 4000 метров (Триасовый период), дали отрицательный результат.
В ноябре 2015 года представитель геологоразведочной компании Genie Oil & Gas Юваль Бартов сообщил, что на Голанских высотах найдено месторождение потенциальным объёмом миллиарды баррелей.

### Природный газ
Месторождение Зоар (около 1,9 млрд м3 газоконденсата) было открыто в 1961 году на западном побережье Мёртвого моря в известняковой антиклинали юрского возраста на глубине 500—700 м, снабжает газом город Арад.
Промышленные газовые залежи на шельфе были открыты недалеко от Ашкелона.
В начале второго десятилетия XXI века Израиль осуществил переход из категории стран — импортёров энергоносителей в число государств, собирающихся поставлять свои энергоресурсы на внешний рынок. По сведениям на 2012 год доказанные запасы природного газа на месторождениях Тамар, Мери Б и Ноа составляют около 278 млрд м3. Условные запасы газа на месторождениях Левиафан, Далит и Танин, находящихся в израильской эксклюзивной экономической зоне, приближаются к 522 млрд м3.
Сара и Майра, два месторождения, на которые выданы лицензии морского поисково-разведочного бурения, расположены к западу от Нетании. Геологические исследования, опубликованные в июне 2011 года, дали оценку вероятных запасов 180 млрд м3 природного газа, а также более 150 млн баррелей (24 млн м3) сырой нефти. Оператор проведения работ — компания GeoGlobal Resources Inc.
Газовое месторождение Кариш находится в Средиземном море. Открыто в мае 2013 года. Разведанные запасы газа составляют 45-57 млрд м3. Газоносность связана с отложениями раннего миоцена. Оператором месторождения является американская нефтяная компания Noble Energy совместно с Delek Drilling и Avner Oil Exploration.
Ещё одно крупное газовое месторождение Пеладжик находится в акватории Средиземного моря в 170 км от берега. Открыто в 2012 году. Запасы оцениваются в 189 млрд м3. Более глубокие горизонты бурения могут содержать ещё 380 млрд м3 природного газа.
Оператором месторождения является американская нефтяная компания Ryder Scott.
Суммарные разведанные запасы газа оцениваются в 1037 млрд кубометров.

### Горючие сланцы
Горючие сланцы (позднемеловые битуминозные мергели формаций Мишаш и Гареб) содержат до 25 % органики. При нагревании до 500º она разлагается на нефть, газ и другие ингредиенты. Таким образом могут быть получены большие объёмы источников энергии. Кроме того, из горючих сланцев можно получить ценные химикаты, такие как смазочные материалы, фенолы, растворители и т. п. Месторождения горючих сланцев сконцентрированы в Негеве и центральном Израиле.
Запасы горючих сланцев месторождений Ротем-Ямин превышают 7 млрд тонн, а всего Израиля — 12 млрд тонн, то есть 600 млн тонн в нефтяном эквиваленте. Перспективные возможные запасы горючих сланцев на всей территории страны оцениваются в десятки миллиардов тонн. Бывший главный учёный нефтяного гиганта Royal Dutch Shell д-р Гароль Винигер утверждает, что в Израиле находится около 250 млрд баррелей нефти, заключённой в горючих сланцах.
Перспективным представляется извлечение нефти из керогенов содержащихся в израильских горючих сланцах путём размещения нагревательных элементов в скважинах на глубине 300 м. Примерно через три года нефть будет постепенно разжижаться и может быть извлечена на поверхность.
Сланцевые линзы месторождений Ротем-Ямин залегают под осадочным покровом мощностью несколько десятков метров. Проведение разведки методом вертикального электрического зондирования позволяет успешно расчленить рыхлый чехол и определить его мощность для выбора участков для наиболее эффективной добычи с минимальной вскрышей. Добыча фосфатов, залегающих под горючими сланцами, возможна только после выемки сланцев. Государственная компания Питуах Машабей Энергия (ПАМА) занималась разработкой технологии для добычи нефти и производства электроэнергии из сланцев. ПАМА вложила сотни миллионов шекелей в разработку технологии сжигания сланцев, но из-за падения цен на нефть до уровня 15-20 долларов за баррель проект был прекращён в силу своей нерентабельности, и компания была распущена. В 2000-х годах производитель фосфатов добывает сланцы в небольшом объёме как топливо для экспериментальной электростанции бывшей ПАМА Mishor Rotem.

### Бурый уголь и торф
Месторождение бурого угля среднего качества было найдено в долине Хула на севере Израиля. Запасы этого месторождения оцениваются в 440 млн тонн.
Небольшие угольные пласты (около 1 м толщиной) идентифицированы в северном Негеве на глубинах 300—350 м. Помимо малого размера и больших глубин залегания, они характеризуются низкими тепловыми свойствами и коммерческого значения не имеют.
Значительные запасы пластов торфа были изучены в долине Хула на севере Израиля. Эти пласты используются лишь в качестве удобрения, так как их топливный потенциал невысок.

## Руды металлов

### Медь

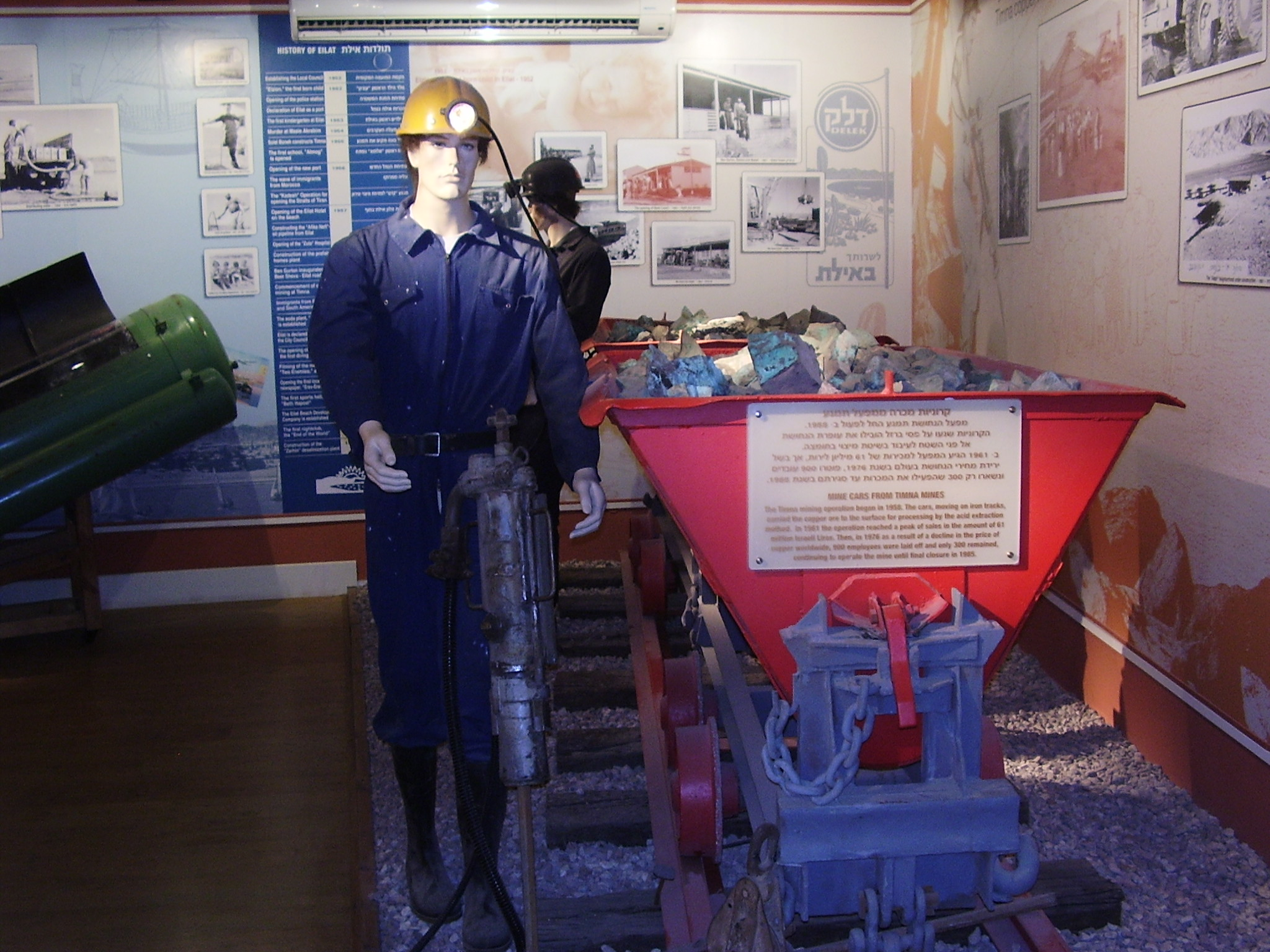
Экспозиция об истории медного рудника Тимны в эйлатском историческом музее

Медные рудники Тимны (30 км к северу от Эйлата) эксплуатировались уже несколько тысячелетий тому назад. В медной руде в небольших количествах содержится золото, и некоторые авторы связывают эти проявления с копями царя Соломона. Содержание меди в руде составляет около 1,3 %. Рудники были открыты в 1958 году и закрыты в 1982 году из-за падения цен на медь (израильским компаниям стало более выгодно закупать медь в Южной Африке).

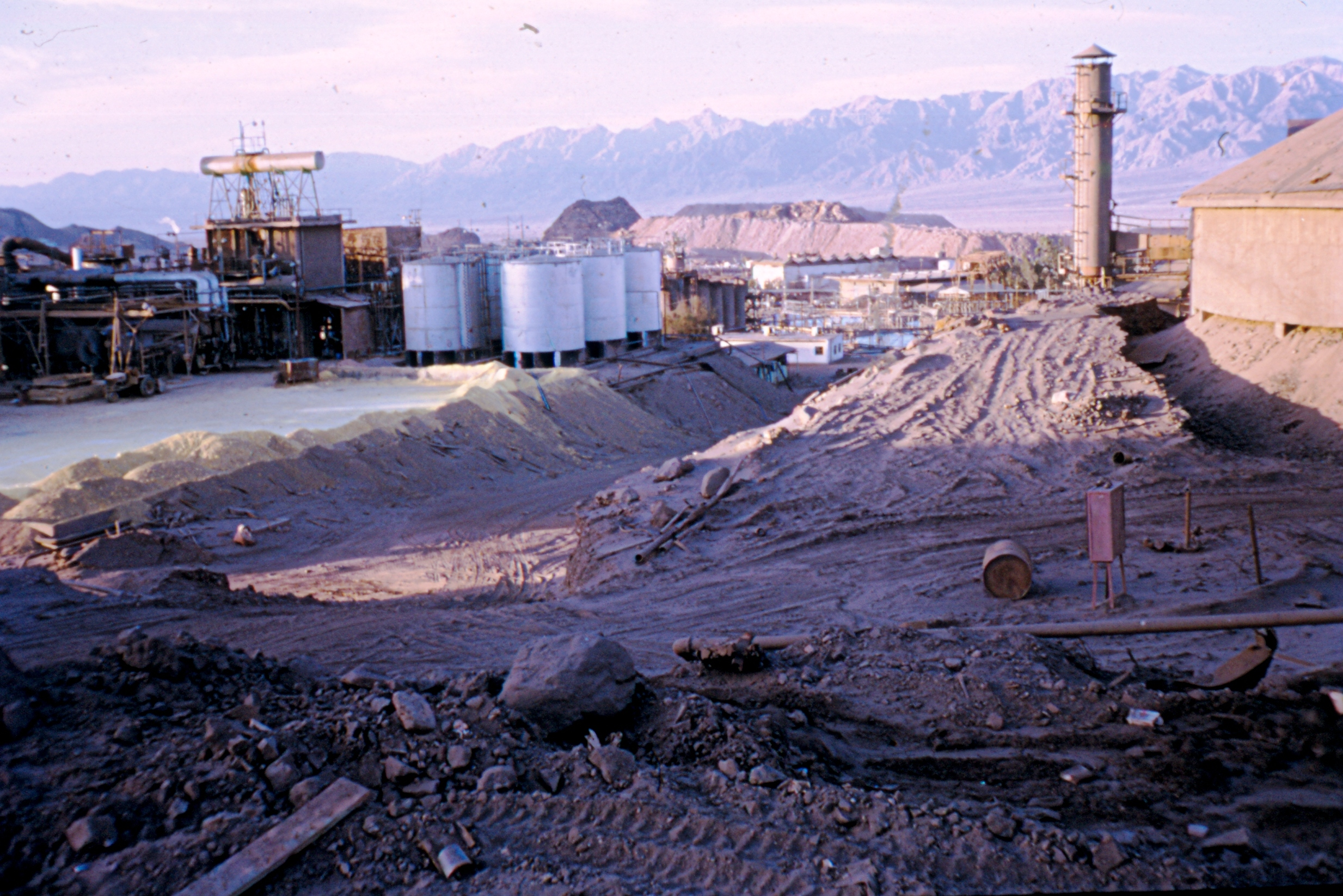
Медеплавильный завод в Тимне. 1980 год.

Шахты в Тимне, закрытые в 1982 году, возобновили работу в сентябре 2007 года, после того как мексиканская компания AHMSA получила лицензию от государства на добычу меди в Араве. Расконсервация древних шахт стала возможной благодаря десятикратному росту цен на медь в начале XXI века. Но к 2009 году работы опять были приостановлены из-за невозможности осуществлять производство в условиях мирового экономического кризиса.

### Железо
После серьёзного анализа магниторазведочных данных геологи обнаружили наиболее представительное месторождение железа Хар-Рамин вблизи Кирьят-Шмоны. Общие запасы железной руды оцениваются в 40 млн тонн с долей содержания оксида железа в руде около 28 %. Рудопроявления железа были обнаружены на площади Паран вблизи разлома Мёртвого моря. Эти рудопроявления не носят значительного промышленного характера.
Небольшие по количеству и бедные по качеству залежи железных руд также были найдены в окрестностях горы Тавор, Махтеш-Гадоль (нагорье Негева).

### Золото
Зона повышенной концентрации золота была выявлена вблизи города Арад.
Израильские археологи, а потом и геологи идентифицировали участок повышенной минерализации золота, генетически связанного с кварцем, — Тель-Карра-Хадид, находящийся в 10 км севернее Эйлата). Здесь добывали золото и много веков назад. В нескольких километрах от этого участка канадская компания KiTov Resources получила лицензию на эксплуатацию небольшого месторождения золота со средним содержанием 4 грамма на тонну породы.
Компания Гулливер энерджи в 2012 году приступила к поискам золота в районе реки Радон, недалеко от Эйлата. До этого попытки найти золото на территории Израиля предпринимались, но положительного результата никто не добивался.
Руководитель компании Гулливер энерджи считает, что золото в Израиле есть и оно находится в районе Эйлата. Действительно, в XX—XXI веках там добывали золото. Ведущий учёный геологической службы Израиля Арье Гилат в 1967 году определил район Эйлата как перспективный для обнаружения месторождения золота. Как оказалось, в этом месте можно было добыть всего 3-5 грамм на тонну породы, что свидетельствует о довольно скудном его содержании. Рентабельным месторождение может считаться, если в нём есть запасы не менее трёх тонн. После полной разведки перспективного месторождения у Эйлата очень велика вероятность того, что его объёмы значительно больше, чем ранее представлялось учёным.

## Строительное сырьё
Гранит добывают преимущественно в эйлатских горах.
Базальт добывается главным образом в Галилее и на плато Голан.
Вулканический туф разрабатывается на Голанских высотах возле кибуца Мером-Голан.
Строительный материал — известняк, отличающийся высоким качеством, добывают по всей стране.
Гипс добывают в карьерах каньона Махтеш-Рамон (Негев) и у кибуца Гешер (южнее озера Кинерет).
Глина и кварцевый песок: большинство карьеров по добыче находится в Негеве. Эти разновидности строительного сырья отличаются высоким качеством.
Строительный песок. Помимо грубого прибрежного песка типа зифзиф для строительных работ используют и песок дюн, значительные массы которого залегают вдоль побережья и в низменности Негев.
Эксплуатируются также небольшие месторождения барита и боксита, а также отделочных пород.
«Иерусалимский камень» — разновидность доломитоизвестняка. Очень прочен, красив. Цвет — бежевый с тёмно-красными жилками. В полировке не отличается от мрамора и яшмы. Сейчас используется в основном как отделочный камень.

## Прочие виды полезных ископаемых

### Фосфаты

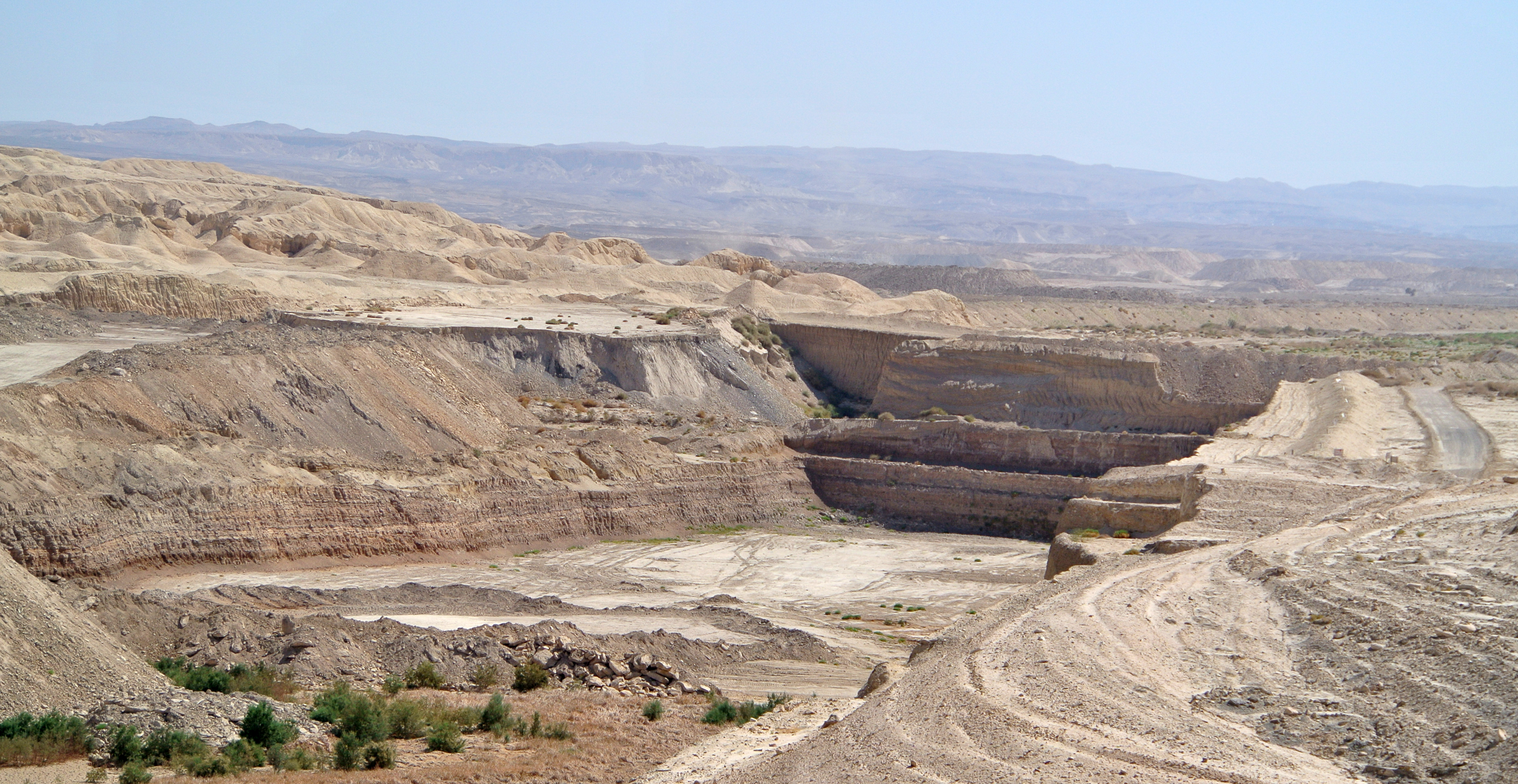
Разработка фосфатов открытым способом. Месторождение Орон в Негеве.

По добыче фосфатов Израиль входит в первую семёрку стран мира. Общие запасы фосфатов оцениваются в несколько млрд тонн. Только компания Rotem Amfert Negev Ltd вырабатывает более 6 млн тонн в год в трёх карьерах северного Негева: Цин (вблизи Эйн-Яхав), Орот (вблизи Махтеш-Гадоль) и Арад. Крупнейшее месторождение фосфатов в Израиле, Арад-Ротем, оценивается в 300 млн тонн.

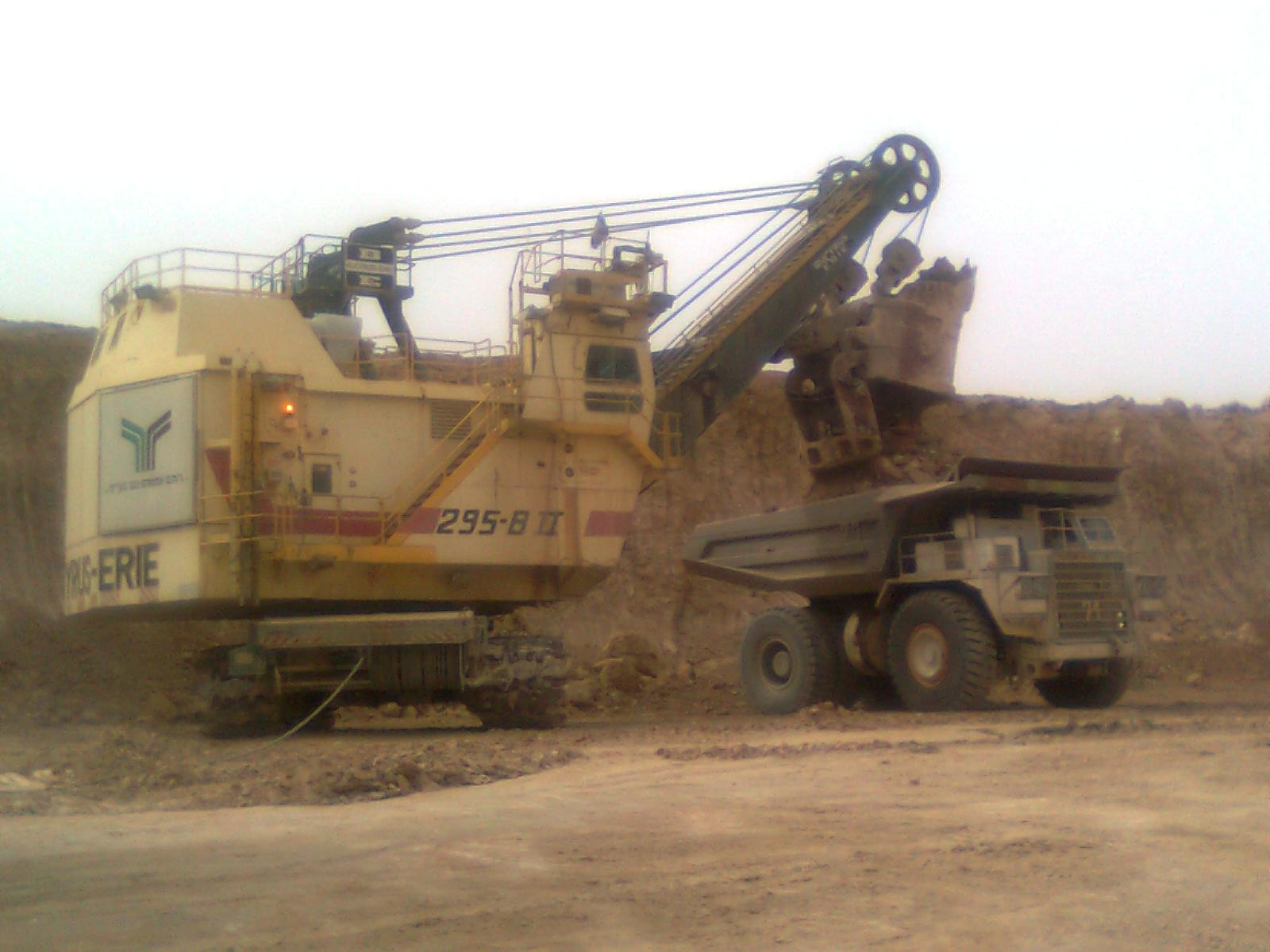
Процесс добычи фосфатов компанией Rotem Amfert Negev

### Урановое сырьё
Вторичные урановые минералы (карнотит, раувит, салеит и др.) были найдены на площади Хатрурим к юго-западу от Мёртвого моря и в Махтеш-Катан. Уран в низких концентрациях был обнаружен также в фосфатах Арада. Район Арада был признан в Израиле перспективным с точки зрения нахождения урана ещё в конце 80-х годов XX века. В стране разрабатывалась технология извлечения урана из фосфатов, но проект окончился неудачей — израильским специалистам не удалось добиться приемлемой себестоимости процесса.
В начале апреля 2012 года министерство энергетики и водных ресурсов Израиля выдало первую в истории страны лицензию на проведение геологоразведочных работ на уран компании Gulliver Energy. Компания занимается поиском нефтяных и газовых месторождений, а возглавляет её Меир Даган, с 2002 по 2011 годы занимавший пост директора службы внешней разведки «Моссад».
Лицензия затрагивает участок площадью 5 км² вблизи города Арад. В 2011 году на этой территории были выполнены предварительные исследования, которые показали большую вероятность обнаружения здесь урана. Площадка расположена вблизи крупных запасов фосфатов. Известно также, что радиоактивные вещества были выявлены на данной площадке на глубине менее 100 метров на скважине «Maya 357», пробурённой в рамках программы по поиску нефти.
Мэр Арада Тали Плосков заявила о том, что город не согласится с проведением в его окрестностях каких-либо работ по добыче урана. 88 % жителей города Арад в 2005 году проголосовали против добычи фосфатов, в которых содержится уран.

### Рудопроявления галенита
Рудопроявления галенита были обнаружены в доломитах на горе Хермон. Промышленное значение этих рудопроявлений ещё не определено, но этот факт отмечен во многих справочниках. Гора Кахаль вместе с соседней горой Шезиф являются средними по высоте вершинами хребта Ширион горы Хермон. Название горы «Кахаль» происходит от названия на иврите минерала галенит — являющегося основным минералом для выделения и производства свинца. На горе Кахаль сохранились древние каменоломни, где ранее добывали галенит.

### Минеральное сырьё Мёртвого моря

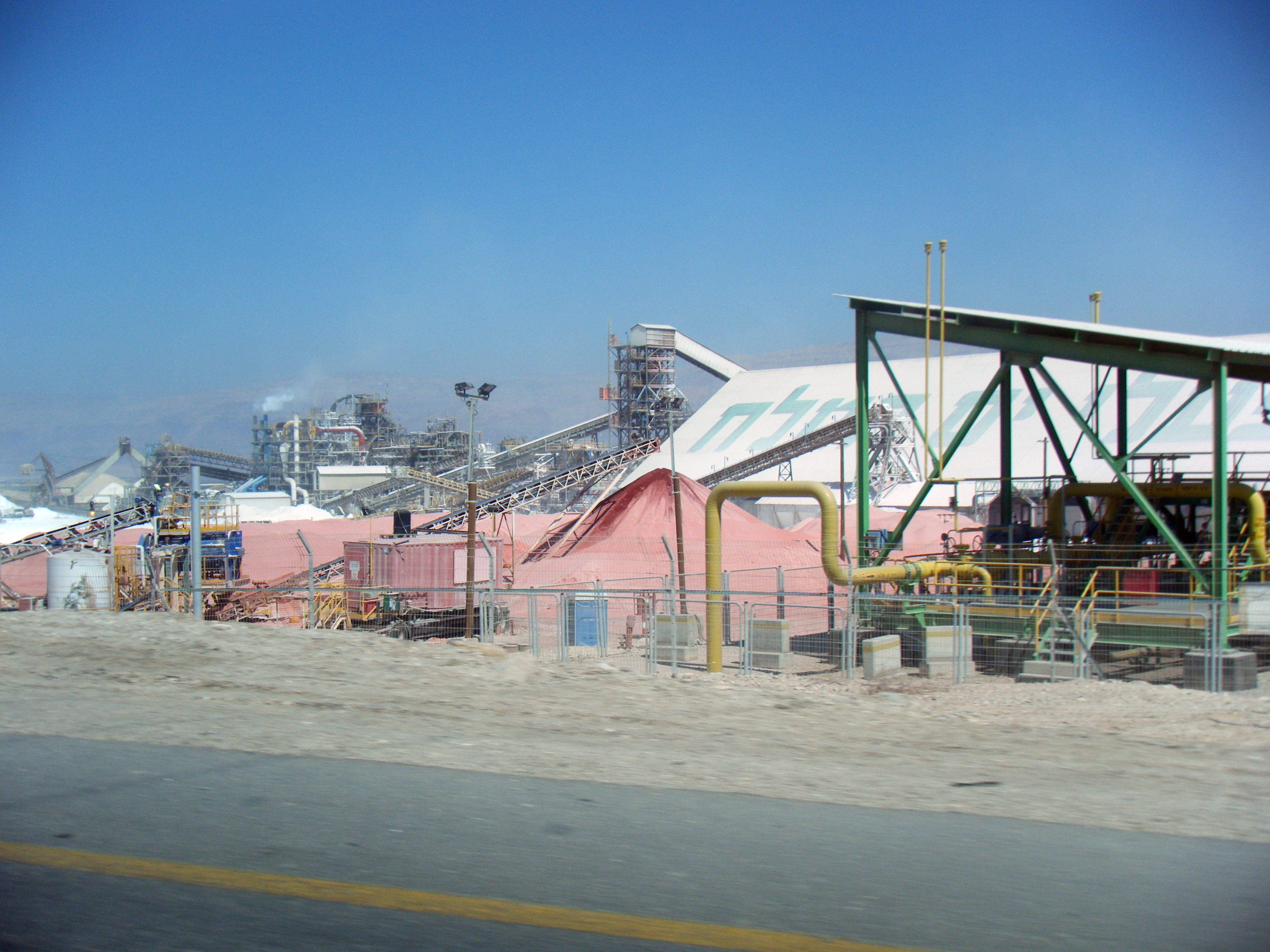
Заводы Мёртвого моря

Основателем заводов Мёртвого моря является выходец из России инженер Моше Новомейский. Первая лицензия на добычу была получена им в 1929 году. Наиболее перспективным направлением является добыча бромидов, калия и магния из рассолов Мёртвого моря. Заводы Мёртвого моря ежегодно производят около 3 млн тонн химического сырья: углекислый калий, бромиды, магний, каустическая сода, хлорид натрия и т. п.
Общие запасы магния в Мёртвом море оцениваются в 23 млрд тонн, бромидов — 1 млрд тонн, углекислого калия — 7,3 млрд тонн, соли — 13 млрд тонн. В Мёртвом море содержится также литий, на который может возникнуть спрос для нужд ядерной энергетики.
Косметическая продукция, приготовленная на основе «мертвоморского рассола», известна во всём мире.
Огромные запасы кристаллической поваренной соли в горе Сдом разрабатывают в открытой каменоломне. Заводы Мёртвого моря ежегодно поставляют на рынок 100 тыс. тонн поваренной соли.

### Алмазы

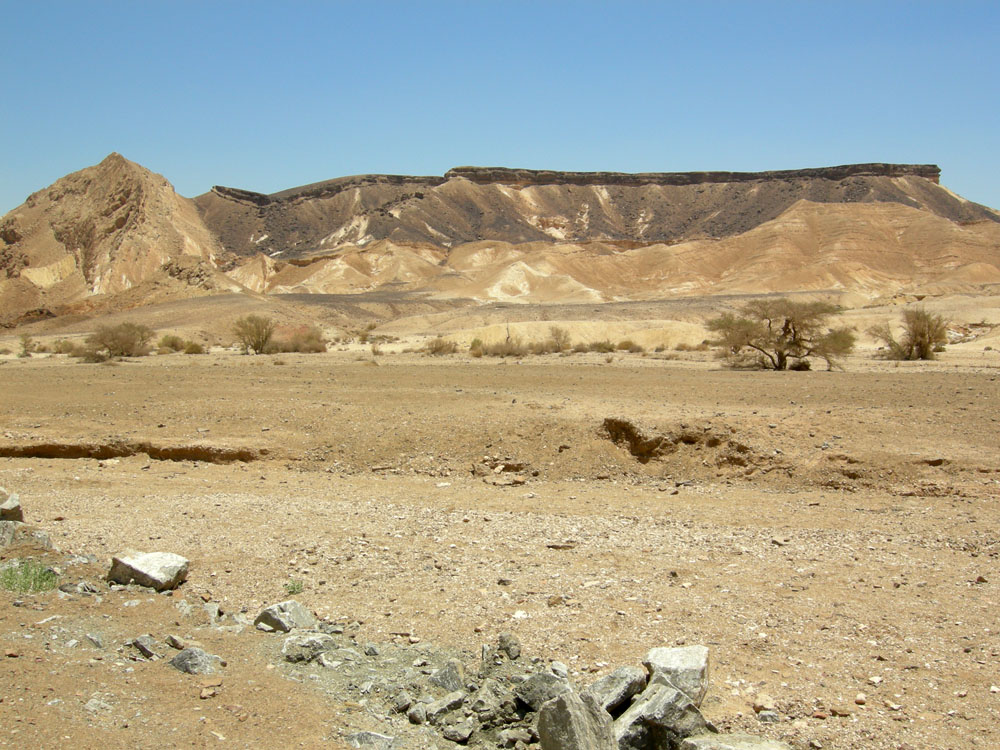
Долина Махтеш-Рамон — перспективная площадка для обнаружения алмазов

В каньоне Махтеш-Рамон были найдены многочисленные минералы — спутники алмаза. Обнаружены кристаллы фосфата иттрия — важнейшего индикатора близкого залегания кимберлитов. В каньоне отмечены проявления меймечита — породы, наиболее близкой по своему составу к кимберлиту.
После многоэтапного анализа из отобранного геологического материала были выделены несколько десятков микроалмазов размером менее 1 мм и 5 алмазов размером более 1 мм. Размер самого большого найденного алмаза составил 1,35 мм.
Первый микроалмаз в Израиле был случайно обнаружен в маастрихтских отложениях примерно в 25 км севернее Махтеш-Рамона.
Эксперты компании Sakawe Mining Corporation (ЮАР), приглашённые для независимого анализа, обнаружили в Махтеш-Рамоне главные минералы — спутники алмаза высокого качества.
Результаты детальных геохимических исследований показали также повышенное содержание редкоземельных элементов в приповерхностном слое каньона.
В 2002 году израильский геофизик д-р Лев Эппельбаум впервые сделал доклад на Международной геофизической конференции об обнаружении алмазоносных отложений в каньоне Махтеш-Рамон.

## Корпоративные сайты компаний
1. ↑  Givot Olam Архивировано 19 января 2012 года.
2. ↑  Zion Oil&Gas. Дата обращения: 19 августа 2013. Архивировано из оригинала 7 сентября 2013 года.
3. ↑  GeoGlobal Resources Inc. Дата обращения: 3 апреля 2022. Архивировано 14 июня 2021 года.
4. ↑  Noble Energy Inc. Дата обращения: 17 октября 2013. Архивировано 22 октября 2013 года.
5. ↑  Delek Drilling L.P. Дата обращения: 17 октября 2013. Архивировано из оригинала 19 октября 2013 года.
6. ↑  Avner Oil & Gas Exploration L.P. Дата обращения: 17 октября 2013. Архивировано из оригинала 6 сентября 2011 года.
7. ↑  Ryder Scott. Дата обращения: 24 ноября 2017. Архивировано 6 октября 2017 года.
8. ↑  Altos Hornos de Mexico. Дата обращения: 19 августа 2013. Архивировано 21 августа 2013 года.
9. ↑  Rotem Amfert Negev LTD. Дата обращения: 19 августа 2013. Архивировано 16 июня 2021 года.
10. ↑  Sakawe Mining Corporation. Архивировано 6 мая 2018 года.